# Veenhuizen (waterschap, 1880)
Veenhuizen is een voormalig waterschap in de Nederlandse provincie Groningen.
Het schap lag ten westen van Noordbroek en was omgeven door de Veenweg en de Slochterweg (in het noorden), de zijtak van de Slochterweg (oosten), de Sappemeersterweg (zuiden) en de Dwangsweg (westen). De molen stond bij de T-splitsing Slochterweg-Veenweg en sloeg uit op de Veenwatering die uitkwam in het Siepkanaal. Het gebied wordt tegenwoordig beheerd door het waterschap Noorderzijlvest.
Het waterschap had een voorloper in de vorm van een poldermolentje, dat rond 1800 op het terrein van de buitenplaats Veenhuizen stond, maar al rond 1820 weer verdwenen was.
Waterstaatkundig gezien ligt het gebied sinds 2000 binnen dat van het waterschap Hunze en Aa's.

## Naam
Het schap is genoemd naar de buitenplaats Veenhuizen, die ongeveer een derde van het grondgebied uitmaakte.
In 1919 zou er een Groninger waterschap met de naam Veenhuizen bij Onstwedde worden opgericht. Dit is uiteindelijk niet gebeurd.